# Strusinka
Strusinka (inne nazwy: Strusina, Trosina) – potok w woj. małopolskim przebiegający przez gminę Skrzyszów oraz miasto Tarnów. Ma długość 4,53 km i zlewnię o powierzchni 6,90 km². Strusinka jest lewobrzeżnym dopływem Wątoku.

## Przebieg i charakterystyka
Ciek znajduje się w województwie małopolskim, przepływa przez Skrzyszów oraz  Tarnów. Jest lewobrzeżnym dopływem Wątoku, do którego wpływa w okolicy ulicy Grunwaldzkiej w Tarnowie. Pierwotnie potok odwadniał bagniste tereny leżące na gliniastym podłożu, znajdujące się na przedpolu Góry św. Marcina. Na przełomie XIX i XX wieku został zmeliorowany i przekształcony w rów odwadniający w celu zlikwidowania podmokłych terenów w Zabłociu-Terlikówce i Gumniskach.
Strusinka ma długość 4,53 km, a jej zlewnia obejmuje obszar 6,90 km². Według obliczeń, średni roczny przepływ wynosi ok. 0,061 m³/s.
Potok bierze swój początek pod Skrzyszowem na wysokości ok. 215 m n.p.m. W górnym biegu przepływa przez tereny rolnicze Skrzyszowa i Tarnowa, by przebiegać później przez tereny zurbanizowane miasta. Na krótkim odcinku Strusinka graniczy z tarnowskim parkiem Sanguszków oraz terenem lądowiska Aeroklubu Ziemi Tarnowskiej. Ciek uchodzi do Wątoku na wysokości 195,6 m n.p.m. w okolicy stacji kolejowej Tarnów Filia i ulicy Grunwaldzkiej w Tarnowie.